# 宮崎斗士
宮崎 斗士（みやざき とし 、1962年1月12日 - ）は、俳人。「海原」副編集人。「青山俳句工場05」編集・発行人。
東京都生まれ。調布市在住。金子兜太主宰の「海程」に学び、第5回海程会賞、第45回海程賞受賞。2009年、「尺取虫」30句で第27回現代俳句新人賞受賞。句集に『翌朝回路』（2005年、六花書林）、『そんな青』（2014年、同）がある。「ライラックの香りは四百字ぴったり」「東京暮らしはどこか棒読み蜆汁」「五十音の国に生まれて生きて鮎」など、口語調の独創的な比喩を持つ句を作っており、小野裕三はその句に「二物衝撃」ならぬ「三物浮遊」の構造がしばしば見られると指摘している（『そんな青』栞）。現代俳句協会会員。

## 来歴
- 1989年頃 作句開始
- 1993年 アンソロジー〈燿―「俳句空間」新鋭作家集Ⅱ〉に参加
- 1996年 「海程」（主宰・金子兜太）に入会
- 1997年 超結社句会「青山俳句工場」を発足
- 2000年 「海程」同人になる
- 2004年　第5回海程会賞受賞
- 2005年 第1句集『翌朝回路』（六花書林）上梓、機関誌「青山俳句工場05」を創刊（隔月刊）
- 2009年 第45回海程賞受賞、第27回現代俳句新人賞受賞
- 2014年 第2句集『そんな青』（六花書林）上梓
- 2015年 現代俳句協会研修部長に就任、現代俳句協会添削教室講師に就任（ - 2021年）
- 2018年 現代俳句新人賞選考委員に就任（ - 2020年）、「海程」終刊、「海程」後継誌「海原」創刊、「海原」副編集人に就任
- 2021年 現代俳句協会研修部長を退任、現代俳句協会顕彰部長に就任
- 2022年 第13回北斗賞 (俳句)選考委員に就任
- 2024年 現代俳句協会俳句教室・金曜教室講師に就任
- 2025年 「海原」発行人に就任（「海原」副編集人と兼務）